# لائورا وارطانیان
لائورا وارطانیان (ارمنی: Լաուրա Վարդանյան؛  ۲۱ اکتبر ۱۹۴۲ – ۷ دسامبر ۱۹۹۴) یک بازیگر و رقصنده اهل ارمنستان بود. وی بین سال‌های - تا - میلادی فعالیت می‌کرد.

## زندگی‌نامه
وی در ۲۱ اکتبر ۱۹۴۲ در روستای گارنی به دنیا آمد و از کالج دولتی هنر رقص ایروان (۱۹۶۴) فارغ‌التحصیل شد.  وی در ۷ دسامبر ۱۹۹۴ در سن ۵۲ سالگی در نیویورک درگذشت.

## گزیده فیلمشناسی
از فیلم‌ها یا برنامه‌های تلویزیونی که وی در آن نقش داشته است می‌توان به خاتابالا، مردی از المپوس، قلب من در کوهساران، اشاره کرد.